# Mackay-Bennett

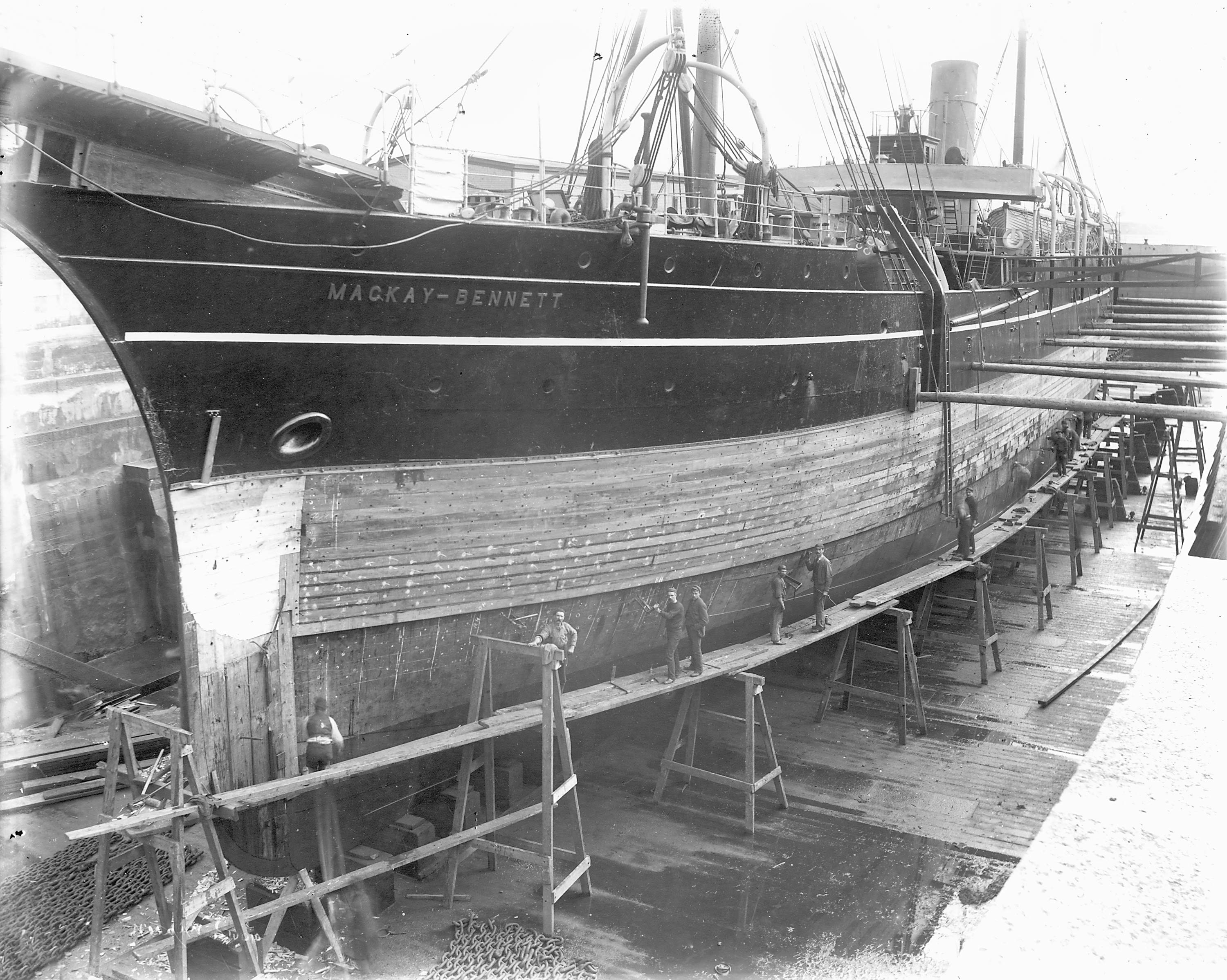
Die Mackay-Bennett im Trockendock in Halifax, Nova Scotia (Aufnahme zwischen 1885 und 1922)

Die Mackay-Bennett war ein britischer Kabelleger. Sie wurde bei John Elder & Co. in Govan bei Glasgow gebaut und kam 1884 in Fahrt. Das Schiff wurde hauptsächlich für Reparaturarbeiten an Seekabeln im Nordatlantik benutzt. In dieser Zeit war ihr eigentlicher Heimathafen Halifax in Neuschottland, bei ihren häufigen Einsätzen im östlichen Atlantik war sie in Plymouth stationiert.
Bekannt wurde die Mackay-Bennett durch ihren Einsatz bei der Bergung der Opfer des Untergangs der Titanic im April 1912, wofür sie von der White Star Line eigens gechartert wurde. Sie war an der Bergung von 306 der insgesamt 333 geborgenen Toten beteiligt. Auf dem Schiff befanden sich Leichenbestatter, Geistliche und Mittel zur Einbalsamierung. Die Mackay-Bennett fuhr am 17. April 1912 unter dem Kommando von Kapitän Frederick Harold Larnder zu der 1.100 km östlich gelegenen Untergangsstelle der Titanic und kam dort drei Tage später an. Aus dem Untergangsgebiet, das mit Wrackteilen und Leichen übersät war, wurden 328 Leichen durch kanadische Schiffe und fünf weitere durch vorbeikommende Dampfschiffe der Nord-Atlantik-Route geborgen.
1922 wurde die Mackay-Bennett außer Dienst gestellt und der Rumpf wurde in Plymouth als Hulk benutzt. Im Zweiten Weltkrieg wurde sie bei einem deutschen Luftangriff versenkt, später aber wieder gehoben. 1963 wurde die Mackay-Bennett verschrottet.
Der kanadische Autor Thomas H. Raddall arbeitete eine Zeitlang als Funker auf dem Schiff und stützte sich bei einigen seiner Kurzgeschichten auf diese Erfahrung.